# Игор Ледјахов
Игор Ледјахов (22. мај 1968) бивши је руски фудбалер.

## Каријера
Током каријере играо је за Спартак Москва, Спортинг Хихон и многе друге клубове.

## Репрезентација
За репрезентацију Совјетског Савеза дебитовао је 1992. године, наступао и на Светском првенству 1994. године. За национални тим одиграо је 15 утакмица и постигао 1 гол.

## Статистика
| Совјетски Савез | Совјетски Савез | Совјетски Савез |
| Год.            | Ута.            | Гол.            |
| --------------- | --------------- | --------------- |
| 1992            | 7               | 1               |
| Укупно          | 7               | 1               |
| Русија          |                 |                 |
| Год.            | Ута.            | Гол.            |
| 1992            | 2               | 0               |
| 1993            | 5               | 0               |
| 1994            | 1               | 0               |
| Укупно          | 8               | 0               |